# Conus furnae
Espèce
Statut de conservation UICN

 LC  : Préoccupation mineure
Conus furnae est une espèce de mollusques gastéropodes marins de la famille des Conidae.
Comme toutes les espèces du genre Conus, ces escargots sont prédateurs et venimeux. Ils sont capables de « piquer » les humains et doivent donc être manipulés avec précaution, voire pas du tout.

## Description
La longueur de la coquille atteint 23 mm.

## Distribution
Cette espèce est présente dans l'océan Atlantique au large de l'île de Brava, Cap-Vert||, Cap-Vert. 

### Niveau de risque d’extinction de l’espèce
Selon l'analyse de l'UICN réalisée en 2011 pour la définition du niveau de risque d'extinction, Cette espèce est endémique à un seul site sur Brava, l'une des îles occidentales du Cap-Vert, où sa distribution est limitée à seulement 3 km de côte. Le volcan de Fogo qui est situé au large de cette île et qui n'a pas été échantillonné, pourrait également abriter une population de l'espèce. L'île est relativement éloignée, et donc moins accessible, et les menaces de pollution sont très faibles, c'est pourquoi l'espèce est évaluée comme étant de préoccupation mineure. Cependant, s'il y a des plans d'expansion des installations portuaires, alors le statut devrait être revu.

## Taxonomie

### Publication originale
L'espèce Conus furnae a été décrite pour la première fois en 1990 par le malacologiste espagnol Emilio Rolán Mosquera (d) (1935-) dans la publication intitulée « Iberus »,.

### Synonymes
- Africonus furnae (Rolán, 1990) · appellation alternative
- Africonus verdensis furnae (Rolán, 1990) · non accepté
- Conus (Lautoconus) furnae Rolán, 1990 · non accepté
- Conus verdensis furnae Rolán, 1990 · non accepté

## Identifiants taxonomiques
Chaque taxon catalogué par les bases de données biologiques et taxonomiques possède un identifiant qui permet d'établir un point de référence. Les identifiants de Conus furnae dans les principales bases sont les suivants :
CoL : XXFJ - GBIF : 6510643 - iNaturalist : 425914 - IRMNG : 11870593 - UICN : 15307975 - WoRMS : 585053